# إيريسلاندي لارا
إيريسلاندي لارا (بالإسبانية: Erislandy Lara)‏ مواليد 11 أبريل 1983 في كوبا، هو ملاكم محترف كوبي يصنف ضمن فئة وزن خفيف المتوسط وحقق بطولة رابطة الملاكمة العالمية في هذا الوزن، كما اعتبرته مجلة ذا رينج الأفضل في هذا الوزن. بدأ مسيرته الاحترفية في سنة 2008 حيث انتصر في نزاله الأول على الروسي إيفان ماسلوف في أنقرة بتركيا.

## إحصائيات
خاض خلال مسيرته 27 نزالا، فاز في 23 وتعادل في 2 وخسر في 2. فاز بالضربة القاضية في 13 نزالا.

## روابط خارجية
- إيريسلاندي لارا على موقع بوكس ريك (الإنجليزية) (registration required)